# .ba
.ba là tên miền Internet quốc gia (ccTLD) dành cho Bosna và Hercegovina. Nó được quản lý bởi Trung tâm Thông tin từ xa Đại học.